# Crown Sydney
 Crown Sydney è un grattacielo di Barangaroo, Sydney, Australia.

## Caratteristiche
All'apertura, nel 2020, è diventato il secondo casinò legale a Sydney e contemporaneamente, con un'altezza di 271,3 metri, il edificio più alto della città, superando la Torre Chifley (escludendo però la Torre di Sydney, una torre di osservazione).

## Storia

### Dibattito sulla progettazione e critiche
Il gruppo di casinò di James Packer, Crown Resorts, ha presentato una proposta di oltre 1 miliardo di dollari al Premier Barry O'Farrell nel febbraio 2012 per costruire un hotel, un casinò e un complesso di intrattenimento sul sito. Il Premier ha inizialmente accolto con favore la proposta, ma ha avvertito che avrebbe avuto bisogno di ottenere l'approvazione normativa prima di procedere. La proposta ha suscitato ampie critiche da parte del sindaco Clover Moore, Paul Keating e dell'ex architetto del governo, Chris Johnson. Nell'ottobre 2012, il Premier O'Farrell ha annunciato che il Gabinetto del Nuovo Galles del Sud ha esaminato la proposta e ha deciso che il governo avvierà negoziati dettagliati con Crown Limited per l'istituzione di un casinò e un complesso alberghiero a Barangaroo. Tony Harris, ex revisore generale del NSW, ha criticato il processo decisionale, sostenendo che il pubblico potrebbe perdere milioni di dollari. Packer ha scritto una difesa della sua proposta per la stampa.

L'intenzione di Crown è di attirare gli high rollers cinesi nel suo casinò di Sydney sfruttando i suoi interessi nei suoi casinò di Macao e sfruttando un nuovo processo di visto semplificato introdotto dal governo australiano per i cittadini cinesi che vogliono giocare nei casinò australiani. Nel novembre 2013, è stato annunciato che Crown Sydney ha ricevuto l'approvazione per la licenza del casinò e il posto a Barangaroo. Nel novembre 2015, Packer ha espresso le sue frustrazioni per il ritardo del progetto a causa delle rigide leggi di pianificazione del governo. A seguito di ciò, nel marzo 2016, il governo ha raccomandato una serie di proposte per modificare alcuni aspetti dell'edificio al fine di ottenere l'approvazione finale del progetto. Ciò ha incluso l'introduzione di una nuova rientranza all'interno e di un nuovo rivestimento sul lato sud. È stato inoltre proposto un ponte di osservazione e l'accesso del pubblico ai piani superiori. Nel giugno 2016, il casinò ha ricevuto l'approvazione finale dalla Commissione di valutazione della pianificazione a condizione che il casinò soddisfacesse le esigenze proposte dalla commissione, compresi spazi pubblici e accesso adeguati. Nonostante questa approvazione, il Millers Point Fund ha avviato un'azione legale contro il progetto all'inizio di agosto 2016 sfidando la validità del casinò e mirando a fermare la costruzione del progetto. Crown Resorts rispose, affermando che avrebbero "difeso vigorosamente" le loro azioni. La controversia si è svolta presso il tribunale del Land e dell'Ambiente del Nuovo Galles del Sud alla fine di agosto, con un decisivo rigetto delle richieste del Millers Point Fund.

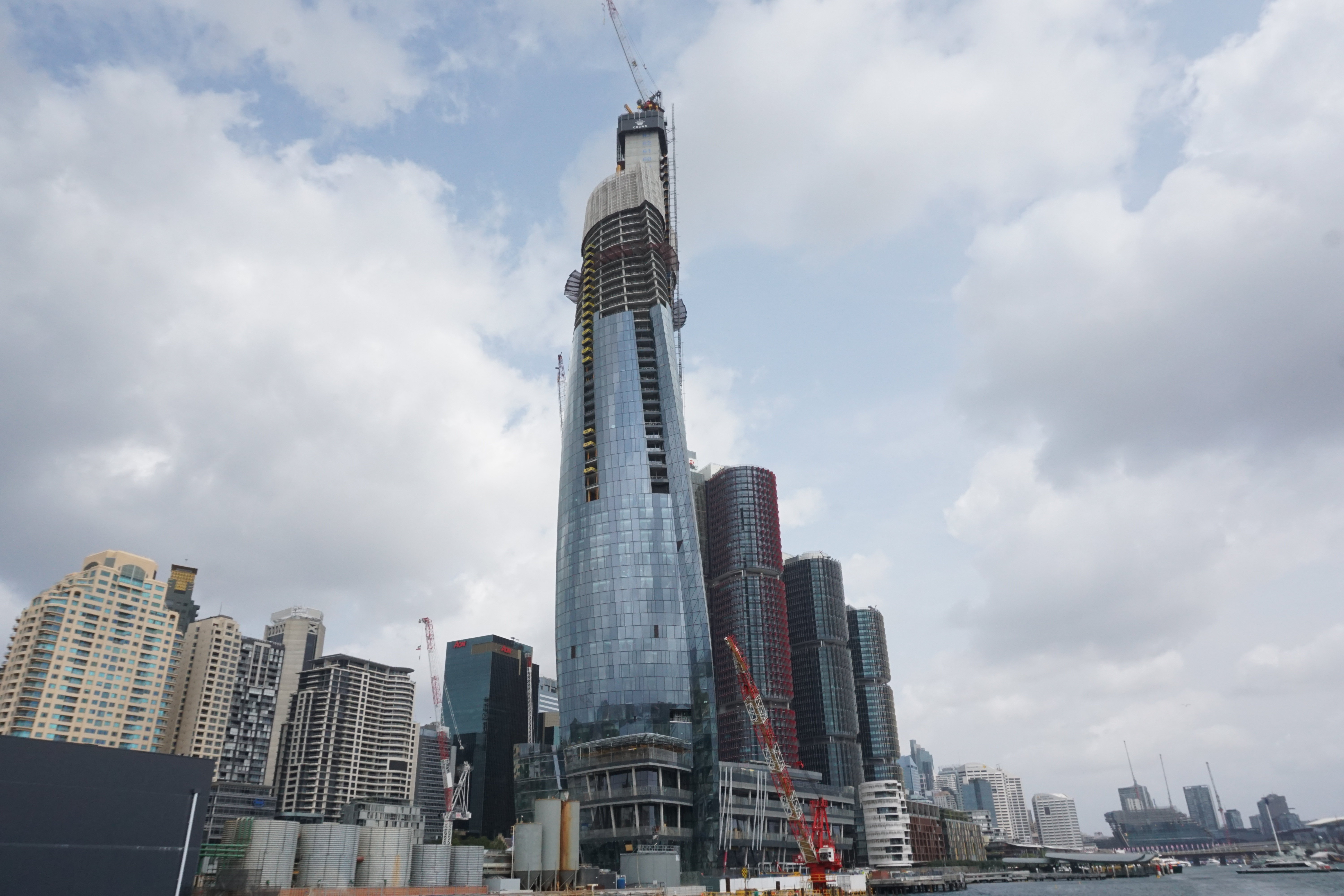
Crown Sydney in costruzione a dicembre 2019

### Costruzione
La costruzione alla fine è iniziata nell'ottobre 2016, con la struttura che è stata strutturalmente completata nel marzo 2020. Venne poi programmata una come data di completamento definitiva dicembre 2020. Le revisioni iniziali avevano stimato una data che sforava nel 2021, ma essa è stata riveduta a dicembre 2020, momento di effettiva apertura del complesso.